# Cadens (muziektheorie)
Onder cadens (toonval, vroeger cadans geheten, uit het Latijn: cadere = vallen) wordt in de muziektheorie verstaan: een opeenvolging van tonen of akkoorden, die de toonsoort definieert en daarmee een voorlopig of definitief rustpunt in de muziek betekent. In geval van tonen spreekt men van een melodische cadens, bij akkoorden van een harmonische cadens. Om een toonsoort hoorbaar te maken, wordt gebruikgemaakt van drie belangrijke tonen: 
- tonica (T, grondtoon, I),
- dominant (D, kwint, V) en
- subdominant (S, kwart, IV)

of hun harmonische functie in de drieklanken op deze tonen: tonica-drieklank (I), dominant-drieklank (V) en subdominant-drieklank (IV).
De tonica is de grondtoon van de toonsoort, de dominant het spanningspunt, de subdominant het ontspanningspunt. Wanneer een subdominant door een bijbehorende dominant wordt gevolgd, is de tonica al in de voorstelling aanwezig, als oplossing 'op afstand'. In feite is het dus mogelijk, een toonsoort hoorbaar te maken, zonder de feitelijke grondtoon te spelen; een merkwaardig verschijnsel, dat in de zwevende tonaliteit wordt gebruikt.
Men verdeelt cadensen in
- volledige, waarin alle drie de functies voorkomen en
- onvolledige, waarin er slechts twee voorkomen.

De muziektheorie onderscheidt de volgende cadensen:
- authentiek of volledig slot: T-S-D-T (I-IV-V-I),
- plagaal: T-S-T (I-IV-I),
- bedrieglijk slot: na de D (V) volgt niet T (I), maar een daarop lijkende toon of akkoord. Dit is vrijwel altijd de sext (VI), de mineur parallel van de tonica (I).
- open einde, of halfslot: T-D (I-V).

Een veelvoorkomende variant op de authentieke cadens is ook:
- I - IV - I{\displaystyle {\begin{smallmatrix}_{6}\\^{4}\end{smallmatrix}}} - V - I, waarin de overgang van IV naar V wordt onderbroken door de tweede omkering ( I{\displaystyle {\begin{smallmatrix}_{6}\\^{4}\end{smallmatrix}}} ) van de eerste trap.

I{\displaystyle {\begin{smallmatrix}_{6}\\^{4}\end{smallmatrix}}} is een voorhoudingsakkoord voor V: De grondtoon van I{\displaystyle {\begin{smallmatrix}_{6}\\^{4}\end{smallmatrix}}} is voorhouding voor de terts van V en de terts van I{\displaystyle {\begin{smallmatrix}_{6}\\^{4}\end{smallmatrix}}} is voorhouding voor de kwint van V.  I{\displaystyle {\begin{smallmatrix}_{6}\\^{4}\end{smallmatrix}}}  is dus eigenlijk een V met 2 voorhoudingen.
Cadensen kunnen worden uitgebreid door bijvoorbeeld gebruik van tussendominanten.
- Voorbeeld: I - (I{\displaystyle ^{7}} →) - IV - I{\displaystyle {\begin{smallmatrix}_{6}\\^{4}\end{smallmatrix}}} - (II{\displaystyle ^{7}} →) V - I , wat in C-groot de volgende progressie oplevert: C - C{\displaystyle ^{7}} - F - C{\displaystyle {\begin{smallmatrix}_{6}\\^{4}\end{smallmatrix}}} - D{\displaystyle ^{7}} - G - C

Cadensen kunnen ook worden uitgebreid door gebruik te maken van akkoorden die niet in de originele toonaard staan, maar wel een logische progressie vormen. Hierbij zijn twee soorten ‘geleende’ akkoorden mogelijk, namelijk Moll-Dur en verlaagde akkoorden. Moll-Dur-akkoorden zijn mineurakkoorden die voorkomen in de mineurtoonaard van dezelfde tonica. Zo is in C-groot de Moll-Dur van F Fm en van Dm Dm{\displaystyle ^{b}5}. Moll-Dur wordt aangegeven door achter het trapsymbool de letters MD te zetten. Uiteraard is dit ook omkeerbaar voor mineur. Een majeurakkoord waar eigenlijk een mineur zou moeten komen wordt als Dur-Moll benoemd.
- Voorbeeld: IV - IVMD - I, wat in C-groot de volgende progressie oplevert: F - Fm - C (plagaal).

Verlaagde akkoorden zijn ook akkoorden, geleend uit een andere toonaard, maar hebben geen directe relatie met mineur of majeur. Een verlaagd akkoord wordt aangegeven met een {\displaystyle ^{b}} voor het trapsymbool.
- Voorbeeld: bVI - bVII - I, wat in C-groot de volgende progressie oplevert: A{\displaystyle ^{b}} - B{\displaystyle ^{b}} - C

## Genoteerde voorbeelden

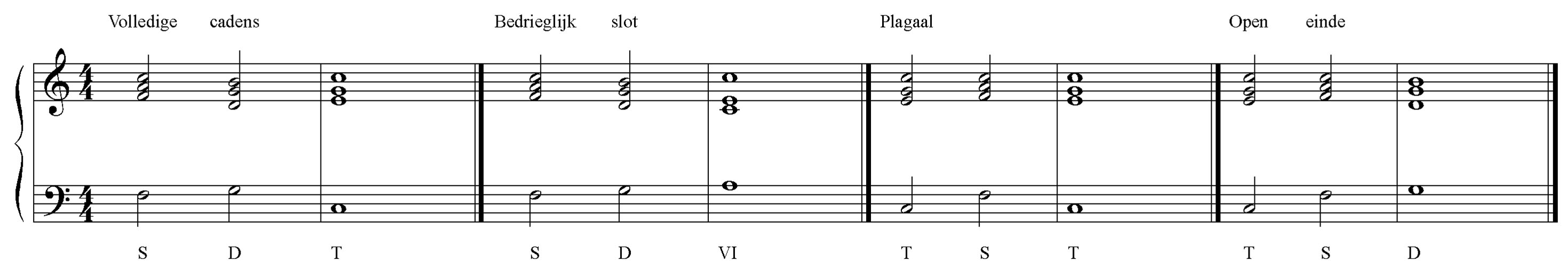
Voorbeelden van eenvoudige cadensen in C-groot. De plagale cadens en open einde zijn hier onvolledig.

## Soloconcert
Naast de bovenstaande betekenis wordt met cadens of cadenza ook de meestal vrije improvisatie aangeduid door de solist tegen het einde van het eerste gedeelte van een soloconcert. Met de ontwikkeling van het soloconcert werden ook de cadensen langer, belangrijker en virtuozer. In de Romantiek werden de solocadensen in een concert, die tot die tijd uit veelal vrijere en geïmproviseerde cadensen bestonden, steeds meer door de componisten zelf uit- en voorgeschreven. Bij de meeste concerten van bijvoorbeeld Wolfgang Amadeus Mozart kan een eigen cadens worden geïmproviseerd, of een door een andere componist geschreven cadens worden ingelast. Bij concerten van de meeste romantische componisten liggen de cadensen echter veel meer vast, doordat de componist ze zelf voorschrijft. 
De cadensen in een soloconcert kunnen een behoorlijke lengte krijgen, variërend van een kort akkoorden- of passagestukje tot uitgebreide sub-composities waarin dan thematisch materiaal uit het concert zelf wordt omspeeld en hergebruikt. De cadens geeft  solisten de kans hun kunnen te tonen, en focust op hun kwaliteiten als musicus. Vandaar dat veel componisten juist in de solocadens 'moeilijker' schrijven, met meer virtuositeit en ritmische, melodische en harmonische vindingrijkheid, dan in de rest van het concert.